# Bathyraja eatonii
Bathyraja eatonii е вид хрущялна риба от семейство Arhynchobatidae.

## Разпространение и местообитание
Видът е разпространен в Антарктида и Южна Джорджия и Южни Сандвичеви острови.
Среща се на дълбочина от 10 до 585 m, при температура на водата от -0,8 до 9 °C и соленост 33,9 – 34,5 ‰.

## Описание
На дължина достигат до 1 m.